# 執行重徳
執行 重徳（しぎょう しげのり、1952年10月1日 - ）は、福岡県出身の元プロ野球選手。右投右打で、ポジションは外野手。

## 来歴・人物
飯塚商業高校では1969年、2年生の時に三塁手、六番打者として夏の甲子園に出場。2回戦で富山北部高に敗れる。同年の秋季九州大会では準々決勝で筑紫中央高に延長12回敗退、翌春の選抜出場を逸する。高校同期には中堅手の川村博昭がいる。
1970年のプロ野球ドラフト会議でヤクルトアトムズから6位指名され入団。一軍の試合には出場することなく、1973年限りで引退した。

## 詳細情報

### 年度別打撃成績
- 一軍公式戦出場なし

### 背番号
- 54 （1971年 - 1973年）